# A végítélet órája

A végítélet órája 2025 januárja óta 1 perc 29 másodpercre áll éjféltől

A végítélet órája (angol: Doomsday Clock) egy esetleges globális katasztrófa bekövetkeztének esélyét jelzi, hogy milyen közel van az emberiség a teljes pusztuláshoz.
1947 óta teszi közzé a szimbolikus óra becsült állását egy atomtudósokból álló amerikai tudományos szervezet (The Bulletin of the Atomic Scientists' Science and Security Board), egy másik szervezet ajánlásai alapján, mely tagjai között találunk 18 Nobel-díjas tudóst (Governing Board and the Board of Sponsors).
Az eredetileg a Chicagói Egyetem falán lévő óra azt jelképezte, hogy az emberiség mennyire áll közel a globális atomháborúhoz. 2007 óta azonban számításba veszik az éghajlatváltozást, illetve az olyan újabb technológiai eredményeket, melyek visszafordíthatatlanul károsíthatják az emberi életet a Földön. Az órán az éjfél a globális katasztrófa bekövetkeztét hivatott jelképezni.
Az óra nem a világpolitikai erőcsatározásokat hivatott regisztrálni, hanem azokat az állandó fenyegetettségben beálló alapvető változásokat kell mutassa, melyekkel az emberiségnek az atomkorszakban szembe kell néznie.
Az óra átállításához kapcsolódik egy egész napos program, melyet ötödik alkalommal 2013. november 14-én rendeztek, Washingtonban. Ez a rendezvény a nagyközönség előtt is nyitva állt; a szervezet tagjai vitatták meg a témakörrel kapcsolatos kérdéseket, az emberiséget fenyegető történéseket, melyet akkor élőben adtak online.

## Szimbolikus óraátállítás
A Tudományos és Biztonsági Bizottság évente kétszer ül össze, hogy megtárgyalják a világban végbemenő történéseket. A legkomolyabb atomháborúval fenyegető eseménysor az 1962-es kubai rakétaválság, a disznó-öbölbeli invázió kibontakozása, csúcspontja és megoldása azelőtt végbement, hogy a bizottság az óra átállításával azt le tudta volna reagálni.
1947-ben az óra első állása hét percet mutatott éjfél előtt. 2018-ig huszonháromszor állították át mindkét irányba. A 20. században legközelebb 1953-ban állt éjfélhez, akkor 23:58-at mutatott. Legmesszebb 1991-ben, a hidegháború lezárultával tizenhét perc híján mutatott éjfélt.
2018. január 25-e óta ismét két perccel éjfél előtt jár az óra, a világszerte erősödő nacionalizmus, Donald Trump atomfegyverekkel kapcsolatos nyilatkozatai, valamint, hogy kormánya tagadja az éghajlatváltozással kapcsolatos egyöntetű tudományos állásfoglalás érvényességét. Az óramutató 1953 után 2018-ban állt ismét legközelebb éjfélhez.
2020 elején még egy kicsit előrébb állították, ami 2021-ben is megmaradt, a koronavírus-járvány, a nukleáris fegyverek fejlesztése és az éghajlatváltozás miatt, így csak 100 másodperc maradt éjfélig. Ez a valaha beállított idő szerint az éjfélhez legközelebbi érték az órán.
2023 januárjában még előrébb, éjfél előtt másfél percre – azaz 90 másodpercre – állították az órát. Még sosem állt ilyen közel az éjfélhez. Az átállítást az orosz-ukrán háborúval és a megnövekedett nukleáris fenyegetettséggel (többek között Észak-Korea) indokolták.

## Átállítások idővonala

A világ végének fenyegetése a végítélet óráján. 1991 óta szinte folyamatosan rosszabbodott a helyzet

| Év   | Idő éjfélig   | Idő      | Átállítás (percek) | Indok | Indok |
| ---- | ------------- | -------- | ------------------ | --- | ----- |
| 1947 | 7 perc        | 23:53    | —                  | Az óra eredeti beállítása. |       |
| 1949 | 3 perc        | 23:57    | −4                 | A Szovjetunió teszteli első atombombáját, az RDSZ–1-et, hivatalosan is megkezdve a nukleáris fegyverkezési versenyt. |       |
| 1953 | 2 perc        | 23:58    | −1                 | Az Egyesült Államok 1952 novemberében teszteli első termonukleáris fegyverét az Operation Ivy részeként, mielőtt a Szovjetunió a következő augusztusban leteszteli sajátját, a Joe 4-et. 2020-ig ekkor volt a legközelebb az óra éjfélhez. |       |
| 1960 | 7 perc        | 23:53    | +5                 | Világszerte egyre nagyobb volt a közreműködés tudományos szinten és egyre több politikai lépést is tettek azért, hogy elkerüljék a felesleges megtorlásokat, illetve az Egyesült Államok és a Szovjetunió is próbálta elkerülni a közvetlen ütközeteket a két fél között (például a szuezi válság és at 1958-as libanoni válság). Több országból összegyűlt tudósok létrehozták a nemzetközi geofizikai évet, ami lehetővé tette a szovjet és amerikai tudósok közötti közreműködést. |       |
| 1963 | 12 perc       | 23:48    | +5                 | Az Egyesült Államok és a Szovjetunió aláírja a nemzetközi atomcsendegyezményt. |       |
| 1968 | 7 perc        | 23:53    | −5                 | Az Egyesült Államok szerepe egyre nagyobb lesz a vietnámi háborúban, megtörténik az 1965-ös indiai–pakisztáni háború, illetve a hatnapos háború. Franciaország és Kína, akik nem írták alá a nemzetközi atomcsendegyezményt, szert tesznek nukleáris fegyverekre és tesztelik azokat (a franciák 1960-ban a Gerboise Bleue-t, Kína pedig 1964-ben az 596-os projektet). |       |
| 1969 | 10 perc       | 23:50    | +3                 | Minden nemzet (India, Izrael és Pakisztán kivételével) aláírja az atomsorompó szerződést. |       |
| 1972 | 12 perc       | 23:48    | +2                 | Az Egyesült Államok és a Szovjetunió aláírja az első stratégiai fegyverkorlátozási egyezményt (SALT I) és az ellenrakéta szerződést. |       |
| 1974 | 9 perc        | 23:51    | −3                 | India teszteli a mosolygó buddha nukleáris fegyvert és a SALT–2 tárgyalások sikertelenek. Az Egyesült Államok és a Szovjetunió is modernizálja MIRV robbenófejeket. |       |
| 1980 | 7 perc        | 23:53    | −2                 | Véget érnek a szovjetek és az amerikaiak közötti tárgyalások, miután megkezdődik a Szovjetunió afganisztáni háborúja. Ennek következtében az Egyesült Államok nem hajlandó jóvá hagyni a SALT–2 megegyezést. |       |
| 1981 | 4 perc        | 23:56    | −3                 | Az átállítás 1981 elején történt meg. A szovjet–afgán háborúra válaszként az Egyesült Államok nukleáris fegyverekhez való hozzáállása megváltozik. Jimmy Carter amerikai elnök megtiltja az Egyesült Államok részvételét az 1980-as moszkvai olimpián. A Carter-kormány elkezdi tervezni egy lehetséges atomháború megnyerését. Ronald Reagan lesz az Egyesült Államok következő elnöke, eltörli az összes tervezett tárgyalást a Szovjetunióval és azt nyilatkozza, hogy a hidegháborúnak csak úgy lehet véget vetni, ha megnyerik. Az Egyesült Államok és a Szovjetunió közötti feszültség egyre nagyobb, mindkét hatalom középtávolságú rakétákat állomásoztat Európában. Ezek mellett az átállítás során figyelembe vették az iráni túszdrámát, az irak–iráni háborút, Kína nukleáris fegyvertesztjeit, statárium kihirdetését Lengyelországban, a Dél-afrikai apartheidot és a világszerte történő emberi jogsértéseket. |       |
| 1984 | 3 perc        | 23:57    | −1                 | Az Egyesült Államok és a Szovjetunió kapcsolata tovább romlik, a Szovjetunió afganisztáni háborúja tovább rontja a hidegháború helyzetét. Az amerikai Pershing–2 fegyverrendszer és robotrepülőgépek telepítése Nyugat-Európába. Ronald Reagan azzal próbálja megnyerni a hidegháborút, hogy intenzívebbé teszi a fegyverkezési versenyt. A Szovjetunió és szövetségesei (Románia kivételével) bojkottálják az 1984-es Los Angeles-i nyári olimpiai játékokat. |       |
| 1988 | 6 perc        | 23:54    | +3                 | 1987 decemberében három perccel három perccel hátrébb állítják az órát, azt követően, hogy az Egyesült Államok és a Szovjetunió aláírja az INF-szerződést és kapcsolatuk javul. |       |
| 1990 | 10 perc       | 23:50    | +4                 | A berlini fal ledöntése és a vasfüggöny lebontása, illetve Németország újraegyesítése mind arra utal, hogy véget ér a hidegháború. |       |
| 1991 | 17 perc       | 23:43    | +7                 | Az Egyesült Államok és a Szovjetunió aláírja a START stratégiai fegyverzetcsökkentő egyezményt és a Szovjetunió felbomlik december 26-án. Létrehozása óta ekkor volt a legtávolabb az óra éjféltől. |       |
| 1995 | 14 perc       | 23:46    | −3                 | A hadseregekre történő költekezés nem csökken a hidegháború végével. |       |
| 1998 | 9 perc        | 23:51    | −5                 | India és Pakisztán is tesztel nukleáris fegyvereket. Az Egyesült Államok és Oroszország nem tud megegyezni atomfegyvereik számának csökkentésében. |       |
| 2002 | 7 perc        | 23:53    | −2                 | Az előrehaladás minimális a nukleáris fegyverkezés csökkentésében. Az Egyesült Államok több egyezményt is elutasít és bejelenti, hogy vissza tervez lépni az ellenrakéta szerződéstől, azt követően, hogy növekedik a nukleáris terrortámadások esélye, a sok, ismeretlen és nem biztonságos helyen lévő fegyver miatt. |       |
| 2007 | 5 perc        | 23:55    | −2                 | Észak-Korea nukleáris fegyvert tesztel 2006 októberében. Irán nukleáris programot indít, az Egyesült Államok ismét nagy figyelmet helyez a nukleáris fegyverekre, Oroszországgal együtt több, mint 26 ezer nukleáris fegyvere van a két országnak. Az emberiségre való veszélye miatt a klímaváltozást is az emberiségre legnagyobb veszélyt jelentő események közé helyezik, a nukleáris háború mellett. |       |
| 2010 | 6 perc        | 23:54    | +1                 | A klímaváltozás hatását sikerült minimálisan csökkenteni, a nukleáris fegyverek számát csökkentik. Az új START egyezményt ratifikálja Oroszország és az Egyesült Államok és megkezdődnek újabb tárgyalások a következő egyezményről. Megtörténik a 2009-es ENSZ éghajlat-változási keretegyezmény aláírása, amiben megegyeznek az országok, hogy a globális hőmérséklet emelkedését két Celsius fok alatt tartják. |       |
| 2012 | 5 perc        | 23:55    | −1                 | Nem történnek politikai lépések a klímaváltozás megoldására, a nukleáris fegyverek számának csökkentésére és a nukleáris energia szabályozására. |       |
| 2015 | 3 perc        | 23:57    | −2                 | Még mindig nem történt elég lépés a klímaváltozással kapcsolatban, az Egyesült Államok és Oroszország modernizálják atomfegyvereiket. |       |
| 2017 | 2 és fél perc | 23:57:30 | −1⁄2 (−30 s)       | Donald Trump megszólalásai az atomfegyverekkel kapcsolatban, az újabb fegyverkezési verseny kialakulása az Egyesült Államok és Oroszország között és a Trump-kormány hitetlensége a klímaváltozással kapcsolatban. |       |
| 2018 | 2 perc        | 23:58    | −1⁄2 (−30 s)       | A világ vezetői képtelenek megoldást találni az atomháború és a klímaváltozás veszélyére. Ez volt a harmadik legközelebbi állás éjfélhez, 1953-hoz hasonlóan. 2019-ben a Bulletin megerősítette a két perces beállítást, kiemelve azt, hogy a Trump-kormány nem volt hajlandó foglalkozni a karbonmenedzsmenttel, az Egyesült Államok visszalépett a párizsi egyezménytől, az Egyesült Államok és Oroszország modernizálta fegyverarzenálját, információs háborút, illetve olyan innovációk veszélyeit, mint a szintetikus biológia, a mesterséges intelligencia és a kiberhadviselés. |       |
| 2020 | 100 másodperc | 23:58:20 | −1⁄3 (−20 s)       | A világ vezetői képtelenek megoldást találni a nukleáris háború fenyegetésének megoldására, mint az INF-szerződés érvényességének lejárta az Egyesült Államok és Oroszország között. Ezek mellett az Egyesült Államok és Irán kapcsolata megromlott és a klímaváltozásra továbbra se sikerült megfelelően reagálni. Most először jelentették be az időt másodpercekben percek helyett, megelőzve az 1953-as és 2018-as beállítások közelségét. A Bulletin azzal zárta bejelentését, hogy az emberiség jelenleg van a legveszélyesebb helyzetbe. 2021-es és 2022-es éves közleményükben nem változtatták meg az időt. |       |
| 2023 | Másfél perc   | 23:58:30 | −1⁄6 (−10 s)       | Főleg – de nem csak – Oroszország Ukrajna elleni inváziója miatt és a konfliktussal kapcsolatos nukleáris eszkaláció miatt. Az új START egyezmény 2026 februárjában fog lejárni, ami az utolsó életben lévő fegyverkezési megegyezés Oroszország és az Egyesült Államok között. Oroszország a háborút a csernobili és a zaporizzsjai atomerőmű területén is folytatta, megszegve a nemzetközi szabályzásokat. Észak-Korea is újrakezdte nukleáris fenyegetéseit, fegyvert tesztelve 2022 októberében Japán felett. A klímaváltozás folytonos veszélye is figyelembe volt véve, illetve az, hogy nem léteztek megfelelő intézmények az új technológiák és biológiai veszélyek (mint a Covid19) megoldására. |       |
| 2025 | 89 másodperc  | 23:58:31 | −1⁄10 (−1 s)       | Oroszország Ukrajna elleni inváziója, a romló közel-keleti helyzet, növekvő nukleáris fegyverkezés, illetve a fejlődő technológiák, a klímaváltozás hatásai és biológiai veszélyek miatt. |       |